# Motorola 6847
Motorola 6847 ime je za grafički procesor, generator slike koje je proizvodila američka tvrtka Motorola. Ovaj procesor se koristio u mnogim ranim računalnim sistemima: TRS-80 Color Computer, Dragon 32/64, Acorn Atom, VTech Laser 200. MC6847 je bio jednostavni generator slike koji je imao nekoliko tekstualnih i grafičih modova, i bio je sposoban prikazati 9 boja. Najveća rezolucija bila je 256x192 piksela (širina x visina). Ova niska rezolucija bila je nužna zbog korištenja TV ekrana kao grafičkog izlaza, i zbog ograničenja u toj tehnologiji veće razlučivosti nisu bile moguće bez prelijevanja ili distorcija.